# Scaphiella bryantae
Scaphiella bryantae là một loài nhện trong họ Oonopidae.
Loài này thuộc chi Scaphiella. Scaphiella bryantae được miêu tả năm 1983 bởi Dumitrescu & Georgescu.